# Ararat Moskwa
Ararat Moskwa (ros. «Арарат» Москва / orm. «Արարատ» Մոսկվա) – rosyjski klub piłkarski z Moskwy, reprezentujący tamtejszą mniejszość ormiańską.

## Historia
Klub powstał pod koniec marca 2017 roku i przystąpił do gry w Lidze Amatorskiej. Przed sezonem 2017/18 otrzymał licencję na grę w rozgrywkach profesjonalnej Drugiej Dywizji. Latem 2017 klub zakontraktował kilku byłych reprezentantów Rosji, takich jak Aleksiej Riebko i Roman Pawluczenko. Już w pierwszym sezonie przed drużyną postawiono zadanie awansu do Pierwszej Dywizji.
31 sierpnia 2017 klub ogłosił, że ówczesny prezes Walerij Oganesjan zrezygnował ze stanowiska „z przyczyn osobistych” i wyjechał do Gruzji. Przeprowadzony audyt wykazał, że były prezes ukradł z klubowej kasy 20 milionów rubli, przelewając je na swoje prywatne konta. 5 września media poinformowały o rozwiązaniu klubu, powołując się na ówczesnego trenera Grigoriana. W następnych dniach poinformowano, że Ararat jedynie zmienił właścicieli (nowym prezesem został biznesmen Samwel Karapetian), a jego dalsze istnienie nie jest zagrożone.
28 kwietnia 2018 Ararat zapewnił sobie awans na drugi poziom ligowy, jednak nie otrzymał licencji FNL.
Po zakończeniu sezonu 2017/18 struktury klubu przeniosły się do Armenii.
W styczniu 2019 roku w Moskwie reaktywowano drużynę Ararat. Przystąpiła ona do rozgrywek Drugiej Dywizji w sezonie 2019/20.
5 lutego 2020 na spotkaniu RFS, ze względu na niespełnienie warunków licencyjnych, postanowiono cofnąć licencję i wykluczyć klub z uczestników rozgrywek Drugiej Dywizji 2019/20. W tym samym dniu klub został ponownie rozwiązany.

## Trenerzy
| Imię i nazwisko         | Od                   | Do                   | Statystyka meczów oficjalnych | Statystyka meczów oficjalnych | Statystyka meczów oficjalnych | Statystyka meczów oficjalnych | Statystyka meczów oficjalnych |
| Imię i nazwisko         | Od                   | Do                   | Mecze                         | Z                             | R                             | P                             | %                             |
| ----------------------- | -------------------- | -------------------- | ----------------------------- | ----------------------------- | ----------------------------- | ----------------------------- | ----------------------------- |
| Siergiej Bułatow        | ?                    | 30 lipca 2017        | 3                             | 2                             | 1                             | 0                             | 66.7%                         |
| Arkadij Imriekow (p.o.) | 30 lipca 2017        | 16 sierpnia 2017     | 3                             | 3                             | 0                             | 0                             | 100%                          |
| Aleksandr Grigorian     | 16 sierpnia 2017     | 26 października 2017 | 12                            | 10                            | 1                             | 1                             | 83.3%                         |
| Poghos Galstian (p.o.)  | 26 października 2017 | 11 listopada 2017    | 3                             | 2                             | 1                             | 0                             | 66.7%                         |
| Igor Zwiezdin           | 17 listopada 2017    | 12 kwietnia 2018     | —                             | —                             | —                             | —                             | —                             |
| Maksim Bukatkin         | 12 kwietnia 2018     | 26 maja 2018         | 8                             | 4                             | 3                             | 1                             | 50%                           |